# Kuroshio (Kōchi)
Kuroshio (黒潮町 Kuroshio-chō?) es un pueblo localizado en la prefectura de Kōchi, Japón. En junio de 2019 tenía una población estimada de 10.443 habitantes y una densidad de población de 55,4 personas por km². Su área total es de 188,59 km².

## Geografía

### Localidades circundantes
- Prefectura de Kōchi
  - Shimanto
  - Shimanto

## Demografía
Según los datos del censo japonés, esta es la población de Kuroshio en los últimos años.
| 1995   | 2000   | 2005   | 2010   | 2015   |
| ------ | ------ | ------ | ------ | ------ |
| 15.024 | 14.208 | 13.437 | 12.366 | 11.217 |